# Салтиков Петро Семенович
Салтиков Петро Семенович (22 грудня 1698, Нікольсько-Салтиково, Московське царство — 6 січня 1773, Марфіно, Московська губернія, Російська імперія) — російський полководець Семирічної війни, генерал-фельдмаршал (1759), граф.

## Біографія

### Початок кар'єри
Народився у знатній дворянській родині Салтикових. Батько — генерал-аншеф, командир Преображенського полку, граф Семен Андрійович Салтиков.
Із 1714 року перебував на військовій службі. За наказом Петра I був направлений до Франції вивчати морську справу. Однак після повернення з Франції продовжив службу в сухопутних військах.
За часів імператриці Анни Іванівни служив її камергером, а в 1732 році разом з батьком отримав титул графа. У 1734 році брав участь у Війні за польську спадщину.
З початком правління Єлизавети Петрівни спочатку перебував у негласній опалі як відданий прихильник покійної імператриці Анни Іванівни. Однак згодом нова імператриця простила генерала і відправила його на війну зі шведами. Після завершення російсько-шведської війни Салтиков був призначений командиром Української піхотної дивізії в Україні. З 1756 року — командир Шуваловського корпусу в Санкт-Петербурзі.

### Семирічна війна
У 1756 році розпочалася Семирічна війна. Російська імперія в союзі з Австрією, Францією, Швецією і Саксонією воювала проти Пруссії. На початку війни російськими військами командували генерали Апраксін та Фермор, які командували невдало. Улітку 1759 року генерал Фермор був звільнений з посади і головнокомандувачем російської армії був призначений Салтиков.
Імператриця Єлизавета Петрівна наказала Салтикову з'єднатися з австрійцями і захопити Франкфурт-на-Одері. Але генерал-аншеф вирішив почати генеральний наступ з ціллю взяття Берліна і виведення Пруссії з війни. У битві під Пальцигом Салтиков знищив прусську армію генерала Веделя, а у битві під Кунерсдорфом повністю розгромив прусську армію короля Фрідріха II. Перемога під Кунерсдорфом стала тріумфом Салтикова і піком його полководницької кар'єри. За перемогу під Кунерсдорфом Салтиков отримав звання генерал-фельдмаршала і медаль «Переможцю над пруссаками».
Однак скористатися плодами своєї перемоги Салтиков не зміг. Австрійці відмовилися йти на Берлін, а в російських військ почалися проблеми з постачанням продовольства і боєприпасів. Лише у вересні 1760 року російсько-австрійські війська змогли ненадовго захопити Берлін. У кінці 1760 року в знак протесту проти дій австрійського командування та у зв'язку з хворобою Салтиков пішов у відставку з посади головнокомандувача. Вдруге ненадовго він очолив російські війська за правління Катерини II у 1762 році.

### Останні роки
Із 1764 року — московський генерал-губернатор. На цій посаді активно займався розбудовою Москви. У 1771 році під час епідемії чуми в Москві спалахнув бунт. Через ці заворушення Салтиков був звільнений з посади і відправлений у відставку. Жив у своєму помісті, де й помер і був похований. Могила фельдмаршала була знищена за радянського часу.
Був одружений з Парасковією Трубецькою, від якої мав сина Івана і дочок — Анастасію, Варвару і Катерину.

## Військові звання
- Генерал-майор (1732)[5]
- Генерал-поручник (1741)[5]
- Генерал-аншеф (1743)[5]
- Генерал-фельдмаршал (1759)

## Нагороди
Був нагороджений російськими орденами Андрія Первозванного, Святого Олександра Невського та польським орденом Білого орла.